# CHLT-DT

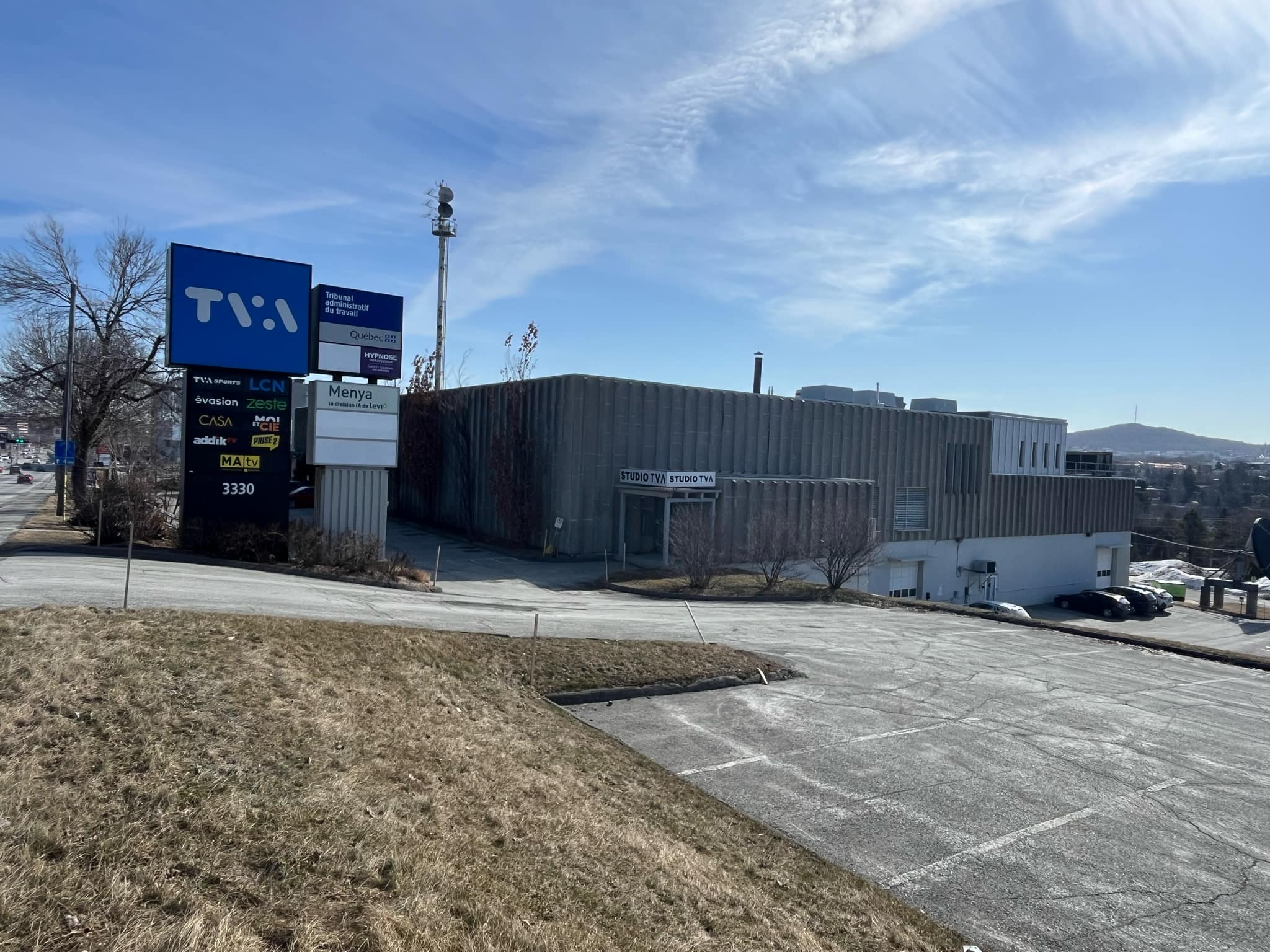
La station de télévision basée sur la rue King Ouest

CHLT-DT est une station de télévision québécoise de langue française située à Sherbrooke appartenant à Québecor faisant partie du réseau TVA. Elle a longtemps été appelée Télé-7 en référence au numéro de canal VHF sur lequel elle a diffusé de sa fondation en 1956 jusqu'en juin 2020.

## Historique
CHLT-TV est entré en ondes le 12 août 1956 et était affilié à Radio-Canada et CBC. Elle appartenait à La Tribune, le journal local principal qui opérait la station de radio CHLT. CHLT-TV entrait en ondes plus tôt dans la journée afin de diffuser des émissions locales.
En 1960, CHLT produit l'émission hebdomadaire Soirée canadienne qui resta à l'antenne les samedis jusqu'en 1983.
En 1968, La Tribune a été achetée par Power Corporation du Canada qui a vendu CHLT à Télémédia.
Lorsque la station CKSH-TV Sherbrooke de Radio-Canada est entrée en ondes en septembre 1974, CHLT s'est affilié au réseau TVA. Le marché anglophone de Sherbrooke étant trop petit pour devenir une station privée du réseau CBC, il a fallu attendre un an avant que CBMT de Montréal ajoute un ré-émetteur à Sherbrooke. 5 ans plus tard, Pathonic Communications fait l'acquisition des cinq stations télé de Télémédia, incluant CHLT. Bien qu'affiliées au réseau TVA, la programmation des stations Pathonic était souvent différente de celle de Télé-Métropole et CHLT était distribuée sur le câble à Montréal.
En 1990, Télé-Métropole fusionne avec Pathonic, et la programmation devient identique à celle de CFTM-DT, sauf pour les nouvelles locales. CHLT a conséquemment été retiré du service de câble montréalais. Télé-Métropole a été acheté par Vidéotron en 1986, qui a été acheté par Québecor en 2001.

Le 2 novembre 2023, le Groupe TVA annonce 547 mises à pieds. À TVA Sherbrooke, 50 postes sont abolis, ce qui représente près d'un tier de l'effectif total de la station. Six journalistes et quatre caméramans constituent la nouvelle équipe de la salle de nouvelles.
C'est le 17 mai 2024 que le dernier bulletin de l'histoire de CHLT a été enregistré à la station régionale directement. Depuis, les bulletins d'informations du midi et du soir sont enregistrés et produits à TVA Québec. Mélissa Fauteux est la dernière cheffe d'antenne à livrer un bulletin de nouvelles à partir du studio estrien.La journaliste Andrée Martin assure maintenant la lecture des bulletins de nouvelles des régions de Sherbrooke, Saguenay, Rimouski et Trois-Rivières, à partir de la station de Québec.

### Identité visuelle (logo)

Logo de TVA de septembre 1990 à novembre 2012.
Logo de TVA du 29 novembre 2012 au 11 novembre 2020[10].
Logo de TVA depuis le 11 novembre 2020[10].

## Télévision numérique terrestre et haute définition
Un signal haute définition a été fourni aux abonnés de Vidéotron depuis le 17 juillet 2010.
Le 1er septembre 2011 à minuit, le signal analogique de CHLT s'est éteint et a été remplacé par le signal numérique au canal 7 (virtuel 7.1).
Dans le cadre d'un programme gouvernemental visant à ré-allouer les fréquences 600 MHz aux services cellulaires impliquant des changements de fréquences, l'émetteur de la station est passé du canal VHF 7 au VHF 8 à la fin juin 2020.